# Alte Mackenstedter Kornbrennerei Hans Turner
Die Alte Mackenstedter Kornbrennerei Hans Turner GmbH ist eine Kornbrennerei in Stuhr. Das Haupterzeugnis Mackensteder Korn kommt aus dem bis 1974 eigenständigen Ortsteil Groß Mackenstedt. Die Anteile werden zu 100 % von der Kornmanufaktur GbR, Stuhr, gehalten.

## Firmengeschichte
Im Jahre 1667 erhielt der Mackenstedter Stammhof an der ehemaligen Zollgrenze Groß Mackenstedt die Kruggerechtigkeit, die Erlaubnis, Schnaps zu brennen und auszuschenken. Die Krüger sind meist im Besitz von Haus und Hof, zumeist waren es Landwirte. Sie erhielten das Recht, einen Krug, das heißt eine Schenke, zu betreiben und Gäste zu bewirten. Die Mackenstedter Kornmanufaktur ist eine Privatbrennerei und existiert seit 1750. Der Gründer der Manufaktur war somit Landwirt, Krugwirt und Kornbrenner zugleich. Die Brennerei war ein bäuerlicher Nebenbetrieb, zugeschnitten auf den lokalen Markt im südlichen Umland der Hansestadt. Durch die Jahrhunderte ist die Brennerei mittelständisch gewachsen.
In den 1950er Jahren befand sich das Unternehmen im Besitz der Familie Turner, die gezielt zur Herstellung von Weizenbränden nach alten Rezepturen überging. Diese Grundrezepte bildeten die Basis von breit gefächerten Produktkreationen für unterschiedliche Zielgruppen. Die jüngste Antwort im 21. Jahrhundert auf die wachsende Hinwendung zu weicheren, sanft ausgeformten Spirituosen sind holzfassgelagerte Premium-Brände.
1980 wurde die GmbH gegründet. Das eigenständig geführte Familienunternehmen existiert mittlerweile in der achten Generation (Stand im Jahr 2014). Die Kornbrennerei stellt mit „quellfrischem Wasser aus dem hauseigenen Carlsbrunnen“ und mit selbst angebauten Getreiden verschiedene regionale Spirituosen her. Die Palette umfasst neben dem Weizenkorn diverse Brände und Liköre wie Korn (32-prozentig), Wodka (40-prozentig), Kräuterliköre, Halbbitter, Aquavit, auf Korn basierende Liköre und weitere Liköre auf Wodkabasis (15-prozentig) her.